# Ivo Michiels
Ivo Michiels, pseudonimo di Henri Paul René Ceuppens, (Mortsel, 8 gennaio 1923 – Le Barroux, 7 ottobre 2012), è stato uno scrittore, giornalista, sceneggiatore e regista belga.

## Biografia
Michiels nacque a Mortsel, in Belgio. Durante la seconda guerra mondiale lavorò come infermiere in un ospedale di Lubecca in Germania. Per un certo periodo lavorò come assistente di laboratorio e dal 1948 al 1957 come giornalista presso Het Handelsblad. 
Nel 1946 pubblicò il suo primo volume di poesie, Begrensde verten, sotto lo pseudonimo di Ivo Michiels. Il suo primo romanzo, Het vonnis, fu pubblicato tre anni dopo. Scrisse i suoi libri in olandese. Il suo primo grande successo fu un romanzo simbolico-esistenzialista Het afscheid, pubblicato nel 1957: è la storia di un marinaio che deve separarsi ripetutamente dalla moglie. Per questo libro nel 1958 gli venne assegnato l'Arkprijs van het Vrije Woord.
Dal 1957 al 1978, lavorò presso la casa editrice Ontwikkeling. Contemporaneamente dal 1959 al 1983 fu redattore e segretario editoriale del Nieuw Vlaams Tijdschrift. Dal 1966 al 1978 insegnò anche all'Hoger Rijksinstituut voor Toneel-en Cultuurspreiding di Bruxelles. In quel periodo scrisse anche il "ciclo Alpha", una serie di romanzi che ebbero grande successo: Dixi(t),  Samuel, o Samuel, Exit, Orchis militaris, Het boek alfa. Nel 1979 si affermò come scrittore a tempo pieno e andò a vivere a Le Barroux, dipartimento di Vaucluse, in Francia. 
Fu membro onorario della Royal Academy for Nederlandse Taal-en Letterkunde e nel 1993 ricevette un dottorato onorario dall'Università Cattolica di Bruxelles. Fu anche dottore onorario della Katholieke Universiteit Leuven.
Oltre alla scrittura, Michiels fu impegnato occasionalmente anche nel cinema. Scrisse diverse sceneggiature e diresse due film nel 1955. Il suo debutto alla regia, Meeuwen sterven in de Haven, fu proiettato al Festival internazionale del cinema di Cannes del 1956.
Il 7 ottobre 2012 Michiels morì nella sua casa di Le Barroux all'età di 89 anni. Viveva nel dipartimento della Vaucluse dal 1979.

## Vita privata
Nel 1965 sposò Christiane Faes.

## Opere
- 1946 - Begrensde verten (poesia)
- 1947 - Daar tegenover (poesia)
- 1947 - Zo, ga dan (romanzo)
- 1949 - Het vonnis (romanzo)
- 1951 - Kruistocht der Jongelingen (romanzo)
- 1952 - Spaans capriccio (romanzo breve)
- 1953 - Da Genbank (romanzo)
- 1955 - De meeuwen sterven in de Haven (romanzo, sceneggiatura cinematografica), tratto da un film con lo stesso nome nel 1956
- 1957 - Het afscheid (romanzo)
- 1958 - Journal brut, Ikjes sprokkelen (1958)
- 1959 - Albisola Mare, Savona (romanzo)
- 1961 - Dertien Vlamingen
- 1963 - Frans Dille (saggio)
- 1965 - Antwerpen, stad aan de stroom (tekst bij fotoalbum van F. Tas)
- 1966 - Verhalen uit Journal brut
- 1966 - Het afscheid
- 1972 - Jef Verheyen (edizione per bibliofili)
- 1973 - Alechinsky saggio)
- 1975 - Dieric Bouts
- 1977 - Een vrouw tussen hond en wolf (romanzo, sceneggiatura di un film)
- 1979 - Itinerarium (saggio)
- 1979 - Luister hoe dit beeld hoe die lijn hoe die kleur hoe dit vlak luister (saggio)
- 1980 - Il Letterman nella Parola
- 1983 - ''De vrouwen van de aarstengel (romanzo)
- 1984 - De toverberg in Sank Seb
- 1985 - Il libro delle nuove storie
- 1987 - Vlaanderen, anche una terra
- 1989 - Materia prima
- 1991 - Bovengrond dell'Ondergrond
- 1993 - Schildwacht schuldwacht
- 1995 - Daar komen schervan van
- 1997 - Sissy
- 1999 - De verrukking (romanzo)

### Ciclo Alfa
- 1963 - Het boek alfa
- 1968 - Orchis militaris
- 1971 - Exit
- 1973 - Samuel, oh Samuel (spettacolo radiofonico)
- 1979 - Dixi(t)

## Filmografia (selezione)
- 1955 - Intermezzo
- 1955 - Meeuwen muore nel rifugio
- 1966 -  Het afscheid
- 1975 - Incontro con Dieric Bouts
- 1978 - Uscita
- 1979 - Una donna tra cane e lupo (Een vrouw tussen hond en wolf)